# Pesticide à usage domestique
Un « pesticide à usage domestique » (classé parmi les « produits de classe 5 »), est un produit de la famille des biocides et de la sous-famille des pesticides destiné à lutter contre certains organismes indésirables parce que s’attaquant aux bois, aux aliments, aux animaux domestiques (chiens, chats notamment), aux plantes d'intérieur ou à divers matériaux (tissus mangés par les mites textiles par exemple).
Comme certains produits ménagers sources d'accidents domestiques, ces produits font partie des sources d’exposition chronique et quotidiennes aux pesticides, et parfois d'intoxications volontaires (suicides ou tentatives de suicide) ou accidentelles domestiques, notamment chez les enfants ou jardiniers, qui peuvent accidentellement en absorber ou y réagir par des allergies parfois graves (asthme, choc anaphylactique, etc.).
Ils font partie des sources d'exposition chimique de l'enfant, voire d’exposition prénatale de l'embryon ou du fœtus (in utero) et périnatale (via le lait maternel) source d’allergies, d’intoxications, de troubles hormonaux voire d’altération du développement neurocomportemental,.

## Historique
Des produits très toxiques organométalliques par exemple à base d’arsenic ont autrefois été utilisés, peu à peu remplacés par des molécules issues de la chimie organique, parfois aussi toxiques ou plus toxiques, et soupçonnées d’effets adverses divers en matière de santé publique mais plus dégradables ou biodégradables.
À partir des années 1930, de puissants biocides gazeux tels que l’acide prussique ont été utilisés en fumigation pour désinfecter des vêtements et des meubles entiers (fauteuils, canapés, meubles en bois, etc.)  dans des « chambres à gaz » ou pour la dératisation ou désinsectisation d’entrepôts fermés ou de cales de navires.
L’EPA a estimé qu’aux États-Unis vers le milieu des années 1990, les Américains dépensaient annuellement un total de 8,5 milliards de dollars pour acheter l’équivalent de près de 499 000 tonnes (environ 1,1 milliard de pounds) de matière active de pesticides. C’étaient alors principalement des organophosphorés, des carbamates et des pyréthroïdes. Les populations les plus pauvres sont souvent plus utilisatrices car ayant plus de risque d’être exposés aux poux, puces, cafards, etc., dans des logements plus insalubres et par ailleurs plus à  risque en termes d’exposition au plomb et aux moisissures. À cette même époque, il y avait environ six millions d’enfants pauvres aux États-Unis selon le recensement officiel et ils étaient nettement plus touchés par le saturnisme et l’asthme par exemple.

## Typologies des pesticides les plus utilisés dans le contexte domestique
Ces produits peuvent être classés selon leur mode d'usage (poudre à épandre, aérosol à diffuser, gaz pour fumigation, etc.), selon leur nature chimique ou encore selon leurs fonctions (c'est-à-dire selon les cibles qu'ils visent).

### Types de produit, selon la cible
On distingue les :
- insecticides, contre les insectes volants (mouche, moustique, etc.) ou rampants (fourmi, cafard, punaise, etc.) ;
- rodenticides, contre les rongeurs (souris, rat, etc.) ;
- produits de protection du bois, contre les larves de termite, de capricorne des maisons, etc.) ;
- acaricides, contre les acariens susceptibles de se développer dans les poussières domestiques ;
- antiparasitaires, ciblant des parasites externes (ectoparasites tels que puce, tique, pou) ou des parasites internes (endoparasites) ;
- produits phytosanitaires, pour traiter les plantes d’intérieur et d’extérieur contre les phytopathogènes ;
- herbicides (chlorate de soude et compositions à base de glyphosate massivement utilisées depuis plusieurs décennies) ;
- anti-lichens, algicides et anti-mousses pour la destruction chimique de plantes, algues, mousses ou lichens qui poussent sur les toitures, terrasses, murs, et dans les espaces extérieurs ou dans les  piscines ou bassins d’agrément ;
- répulsifs à appliquer sur la peau ou au sol.

### Typologie selon la nature chimique de la molécule active
Il peut s’agir de produits issus de la chimie de synthèse, ou de produits naturels ou d’un mélange des deux.
Au total, plus de 150 familles chimiques de pesticides ont été mis sur le marché (dont principalement carbamates, les organochlorés ou encore les organophosphorés), et des centaiens de formulations ont été proposées en un peu plus de cinquante ans pour de nombreux usages domestiques et dans le jardin privé.
Remarque : certains de ces produits sont interdits à la fabrication ou à la mise sur le marché depuis des décennies, mais peuvent avoir été conservés et perdurer dans les stocks familiaux, ou être autorisés dans d’autres pays ou encore être utilisés avec dérogation pour certains usages. Ils sont difficiles à inventorier.

## Stockage
Ces produits devraient être stockés dans leur emballage d'origine (ou avec l'étiquette d'origine), au frais et à l’abri de la lumière, dans un endroit inaccessible aux enfants et aux animaux domestiques, et éloignés de la nourriture et des lieux où l'on mange.
Ce n’est pas toujours le cas, au Royaume-Uni par exemple où les insecticides sont les produits les plus utilisés et stockés à l’intérieur même du domicile.
Ils sont fréquemment dispersés dans la maison ou l'appartement, et parfois trouvés dans l’armoire à pharmacie, les toilettes, garage, grenier, cabane de jardin, cave, etc.

## Fin de vie des produits
Ces pesticides peuvent rester toxiques et écotoxiques quand ils se dégradent avec le temps (Cf. date limite d’utilisation et conditions de conservation). En « fin de vie », ils devraient toujours être éliminés conformément à la législation, aux recommandations du fabricant et dans une filière appropriée, de même que leurs contenants (qui contiennent souvent des résidus ou dépôts).

## Voies d’exposition
Une exposition directe percutanée ou liée à une inhalation ou ingestion volontaire ou accidentelle existe, mais l’exposition est principalement chronique.
Elle concerne les matières actives, mais leurs surfactants et autres éventuels additifs (parfums, colorants, etc.) peuvent aussi parfois agir en synergie et avoir de l'importance, de même pour les molécules de dégradation ou certains métabolites issus des matières actives ou des additifs.
Chez l'enfant, la peau est une voie d’exposition importante chez l'enfant (car leur peau est plus fine et perméable que celle des adultes). Les enfants peuvent aussi plus facilement que les adultes absorber certains pesticides par la bouche (par exemple certains shampooings anti-poux ou produits répulsifs antimoustiques appliqués sur la peau). De plus, le volume d’air qu’ils respirent est proportionnellement plus important que celui des adultes, et ils portent volontiers à la bouche les objets ou leurs doigts qui peuvent être souillés par des résidus et des poussières elles-mêmes éventuellement contaminées par des pesticides domestiques.
Si la mère est exposée à un environnement domestiques et/ou professionnels contaminé, le lait maternel peut aussi être une voie d’exposition pour le jeune enfant allaité.

## Enjeux, effets, risques spécifiques
Les enjeux (liés aux effets) sont parfois contradictoires :
- d'une part ces produits peuvent avoir certains effets indirectement protecteurs, quand ils réussissent à éliminer les organismes susceptibles d’être vecteurs de pathogènes (moustiques, puce, poux, tiques, mouches, cafards, par exemple) ou destructeur du bois (larves de coléoptères xylophages, champignons xylophages) ou source d’allergie (acariens et moisissures) ;

- d'autre part ces mêmes produits peuvent avoir des effets indésirables ou adverses. S'ils sont moins rémanents qu'à l’époque du DDT (qui dans les années 1970 était encore un contaminant fréquent des poussières domestiques, dont par exemple en zone tropicale où il a beaucoup été utilisé contre les moustiques et d'autres insectes[15]), ils sont néanmoins parfois très (ou plus) toxiques ou souvent responsables (ou soupçonnés de l’être) d’allergies se traduisant par exemple par des irritations ou autres réactions de la peau, des yeux ou des muqueuses, par des vomissements, une toux, une gêne respiratoire[16] voire par des œdèmes graves). Les médecins et toxicologues observent parfois des atteintes fonctionnelles d’un ou plusieurs organes vitaux tels que le foie, les reins ou le système nerveux central), ou encore des perturbations endocriniennes (qui peuvent elles faire suite à des expositions à de faibles ou très faibles doses), des anomalies congénitales, des cancers, et des leucémies aiguës de l’enfant[17], avec des effets pouvant être différés dans le temps (ex. : cancers ou effets transgénérationnels)[18] et dans l’espace, et des synergies toxiques qui compliquent le suivi épidémiologique et écoépidémiologique et difficile à prendre dans les études obligatoires, faites par le fabricant avant toute autorisation de mise sur le marché (AMM) dans l’Union européenne[19],[20] et dans les pays disposant d’une législation environnementale avancée. Leur utilisation croissante correspond dans le temps à une période d’« inquiétante progression de l'asthme et des maladies allergiques (deux fois plus en vingt ans ; 20 à 30 % de la population), des cancers, liés en partie seulement au vieillissement de la population (multipliés par deux en vingt-cinq ans), de l’obésité, du diabète, de l’infertilité... » notamment signalée en France en 2004 dans l’état des lieux qui a précédé et justifié le premier Plan national santé environnement[7]. 
Des études épidémiologiques ont trouvé un lien entre l’exposition professionnelle (agriculteur, jardinier professionnel) et la maladie de Parkinson, mais aucun lien de ce type n'a été démontré pour les usages et expositions domestiques. 
Un lien a établi entre le risque de développer un mélanome cutané et une exposition professionnelle aux pesticides[21]. Puis une autre étude a trouvé un lien entre usage « intensif » (plus de quatre utilisation de pesticides par an) à l’intérieur de la maison par rapport à un usage extensif (moins de 1 fois par an) et le risque de développer un mélanome cutané[21]. Pour la période représentée par les sujets observés, et au moment de l’étude ce risque était 2,5 fois plus élevé après dix ans par rapport à ceux exposés moins de dix ans aux mêmes doses. Dans cette dernière étude, une relation dose-réponse a été mise en évidence, mais que chez le groupe utilisant des pesticides à la maison plus de quatre fois par an[21]. Les auteurs ont conclu  que « l'exposition résidentielle aux pesticides peut être un facteur de risque à lui seul, pour le mélanome cutané »[21].

Enjeux urbain. L'usage de pesticides domestiques, pour une surface au sol équivalente est plus important en milieu urbain,, ce qui peut faire se poser des questions en termes de gestion du risque toxicologique, par exemple dans les écoles, d'autres lieux recevant du public, dans les établissements de soins.
Risques de surexposition : dans certains cas, dans les familles de travailleurs de l’industrie ou du commerce des pesticides ou chez les agriculteurs non-bio, l’exposition domestique peut se surajouter à une exposition liée aux activités professionnelle du conjoint, d’un proche ou des parents.
Risques pour les animaux de la maison : chiens et chats passent l'essentiel de leur temps au niveau du sol et des poussières, et ils se lèchent. Ils subissent des traitements antiparasitaires et sont exposés à leurs éventuels résidus et ils peuvent en outre être exposés aux produits utilisés comme insecticides et contre les rats, souris, acariens, etc.. 
Des intoxications, parfois mortelles de chiens, chats, poissons d’aquarium et autres animaux domestiques et de compagnie par des pesticides domestiques sont régulièrement signalés. À titre d’exemple, une étude  autrichienne rétrospective sur 6 ans (1999-2004) a compilé et étudié les cas rapporté à l'Institut de chimie médicale de l’Université de médecine vétérinaire de Vienne concernant des animaux empoisonnés (bétail, animaux de la maison) ou suspectés de l’être par des pesticides. En six ans, 380 demandes de recherche de pesticides avaient été faits par un groupe de  vétérinaires praticiens référents de l'Institut de pathologie de l'université ainsi que par les autorités sanitaires, environnementales ou la police, des ONG ou des clients privés. Sur 175 échantillons étudiés, 46,1 % contenaient diverses sortes de pesticides, des carbamates le plus souvent (50,3 % de tous les cas positifs), devant les rodenticides anticoagulants (18,9 % des résultats positifs), des insecticides organophosphorés (5,1 % des cas) et des rodenticides-non-anticoagulant (3,4 %) puis d’autres produits (22,3 %) incluant des molluscicides, herbicides, etc. Sur ces six ans, le laboratoire a trouvé une intoxication aux pesticides chez 123 animaux (sur 225 suspectés de l’être). Dans 47,2 % des cas, il s’agissait de chiens, puis de chats dans 34,1 % des cas. Les auteurs ont conclu que l'incidence et la fréquence de ces intoxications aux pesticides était assez importante pour mériter plus d'attention de la part des vétérinaires s’occupant du bétail et des animaux domestiques.
Enjeux de prévention : un bon étiquetage et le respect de bonnes pratiques d'usage ainsi qu’une bonne prévention visent à améliorer leur rapport bénéfices/inconvénients en matière de santé publique et de santé environnementale (car ces produits sont toujours écotoxiques et ils peuvent avoir des impacts sur les écosystèmes urbains et péri-domestiques, au jardin notamment).

## Les pesticides «domestiques» en France; quelques chiffres
De la fin de la Seconde Guerre mondiale, avec l’avènement du DDT au début du XXIe siècle, l'utilisation de ces produits dans l'espace domestique a beaucoup évolué, et différemment selon les régions (notamment en fonction du degré de présence des moustiques et autres insectes piqueurs).
En 2014 en France, les volumes de pesticides utilisés et stockés au domicile restent mal connus, car d'une part les fabricants et réseaux de vendeurs ne communiquent pas leurs données sur les volumes vendus et la répartition territoriale et temporelle de leurs ventes. Et d'autre part, l'utilisation des statistiques quand elles existent est compliquée par des méthodes et unités de mesure différentes (ex. : nombre de flacons, bombes ou boites vendues, quantité de matière active, ou de préparation, avec ou sans adjuvants, en poids ou volume, etc., sans précisions sur qui achète ces produits et pourquoi. On ignore aussi la part des produits vendus aux jardiniers qui reste inutilisée (fonds de bidons ou de boites finalement jetés ou conservés sans être utilisés…).
- Barrault (2009) a estimé que dans la première décennies du XXIe siècle, ce sont « près de 10 000 tonnes de produits phytosanitaires (soit 8 % de la consommation nationale » qui ont été « répandus chaque année dans les jardins des particuliers en France »[28]. 90 % environ étant le fait de l’agriculture et le reste des épandages faits sur les voies ferrées et bords de route[28], ce dernier usage étant en forte diminution.
- En 2009, « une étude a montré qu'au moins un pesticide était retrouvé dans 94 % des foyers d'enfants franciliens »[29].
- Diverses ONG, écoles, universités, Agences (ADEME, Anses, INERIS[30], ENSP, etc.) s’intéressent à la question, notamment autour du projet « EXPOPE ».
- Un observatoire national dit « Observatoire des résidus de pesticides » (ORP[31]) a été mis en place par l’Autorité sanitaire.
- En 2014 une étude dite « Pesti’home » a été lancée sous l’égide de l'Observatoire et plus largement sous l'égide de l'Agence nationale de sécurité sanitaire de l'alimentation, de l'environnement et du travail (Anses) pour améliorer la connaissances scientifiques et statistique sur la question de l’utilisation domestique des pesticides et l’exposition de la population à ces produits dans la maison et à l’extérieur du domicile (balcons, terrasses, jardins, toitures, piscines, etc.) et pour en déduire des priorités de santé publique en termes de moindre exposition des habitants, des utilisateurs et des enfants (qui y sont a priori plus vulnérables). Ces actions s'inscrivent notamment dans le cadre des suites du « Plan interministériel de réduction des risques liés aux pesticides 2006-2009 » et du « Plan Ecophyto 2018 » de réduction des usages de pesticides 2008-2018, promu par le Grenelle de l'environnement. Les résultats de cette étude devraient permettre une meilleure estimation de l’exposition réelle de la population française aux pesticides domestiques, et ils compléteront les études déjà réalisées sur l’exposition individuelle et collective via l’alimentation, la boisson ou certaines utilisations professionnelles de ces produits. Ils sont attendus pour 2016, ainsi qu’un rapport scientifique sur la question. L'étude Pesti'home est financée par les ministères chargés de la santé et de l'écologie ainsi que par le ministère l'agriculture dans le cadre du plan Ecophyto.

## Recherche et développement
Les données sur les intoxications aiguës sont regroupées par les centres antipoison et de toxicovigilance (dans les pays où ils existent), mais on a peu d’information sur les effets de l’exposition chronique,, notamment quand ils concernent l’exposition domestique des individus et familles, et l’exposition et l’imprégnation de la population est encore mal connue, d’autant qu’elle évolue et varie rapidement selon les régions et pays.  On manque également encore de données sur la part de l'exposition externe par rapport à la part de l’exposition interne, et l’exposition globale ne peut pas toujours être évaluée par un dosage sanguin ou urinaire de la molécule ou de ses métabolites.
L’exposition domestique chronique aux pesticides fait donc l’objet d’études depuis quelques années[Quand ?] afin notamment de préciser la dose journalière admissible (DJA) pour différents types de matières actives et/ou de formulation.